# Banert反应
Banert反应（Banert cascade）
加热时炔丙基卤化物或硫酸酯与叠氮化钠在二噁烷-水混合物中发生两个连续的重排反应，生成1,2,3-三唑环。
由炔丙基氯与醛（如乙醛）或酮反应得到上述起始原料。它与叠氮化钠行亲核取代，原位产生有机叠氮化物。叠氮化物发生[3,3]σ迁移反应，转化为叠氮丙二烯的衍生物，接下来发生重排，经过分子内1,3-偶极环加成反应得到三氮杂富烯的衍生物。这个取代三氮杂富烯的环外烯烃双键受三唑环强吸电子效应的影响，亲电性非常强，很容易受另一叠氮根离子的亲核进攻，经过双键重排和质子化，最终得到另一叠氮甲基取代的1,2,3-三唑。